# 臧國華
臧國華（1959年—），原籍中國南京市，2001年歸化美籍，成為華裔美國人，居於美國華盛頓特區。記者，現任中天電視駐華府特派員。

## 生平
臧國華從小就讀南京地區的外語學校，累積了良好的英文基礎。1970年代末，擔任中國國際廣播電台的英語播音員。不到20岁，赴英国留學，于倫敦政治經濟學院學习國際關係。畢業後，由中華人民共和國廣播電視部徵召回國，在上海、北京等地擔任記者。1985年，26歲的臧國華首次成為最年輕的駐華府特派員。1994年成為傳訊電視駐華府特派員，隨後成為中天電視駐華府特派員。

## 爭議事件

### 被陳幸妤罵「變態」事件
臧國華記者生涯最為人所知的，是在美國紐約跟蹤採訪陳幸妤時遭陳斥罵為「變態」。
2009年2月陳幸妤到紐約考試，考試前兩天，陳幸妤曾經在電視上公開和記者約定：赴美考試期間，希望可以不受到任何的打擾。說完話當天晚上，媒體記者的確沒有任何騷擾行為，但考試後記者則對陳包圍採訪。陳見記者窮追不捨，怒不可遏，當街大罵記者。眾記者見陳發怒，或好言相勸，或放棄採訪；眾記者正要離去時，唯獨臧國華單槍匹馬上前，向陳表明他是從華府跟來的。陳聞言，大聲斥罵臧：「你從華府跑來紐約採訪我，你更變態！」
事件在媒體曝光後，臧國華一夕爆紅，遭到中天電視戲仿節目《全民最大黨》模仿，由演員白雲飾演「臧國樺」。臧國華回應：「基於職責，我們還是會繼續跟她，但不會打擾她的生活。」但數天後，臧國華在陳幸妤下榻的飯店中，半夜現身於陳幸妤客房門口（中天方面說，臧為了採訪方便，於同一旅館下榻，並於電梯口巧遇陳，而非在客房門口）。陳幸妤在離開紐約前，再度提到臧國華，不滿他踰越採訪界線，讓她覺得很沒安全感。TVBS駐紐 約記者范琪斐批評，臧國華被旅館警衛多次警告，丟盡台灣媒體顏面。
范琪斐在個人網誌上批評，臧國華經常破壞新聞，違反美國法律在不准拍攝的區域拍攝，多年來一犯再犯。范琪斐寫道，臧國華的採訪行為是可以向警察報案的。旅館方面說，有人接近陳幸妤（可能是記者），但表示並未收到騷擾的指控。與臧國華同屬中國時報集團的記者劉屏則在報上撰文，指稱范琪斐所說不是事實，並表示可以針對范琪斐的不實指控出庭作證與測謊。。中天新聞部則表示，臧國華在美二十餘年，從未違法採訪新聞。
因本事件，范琪斐遭到TVBS記小過一次。